# Raymundus Joannes de Kremer

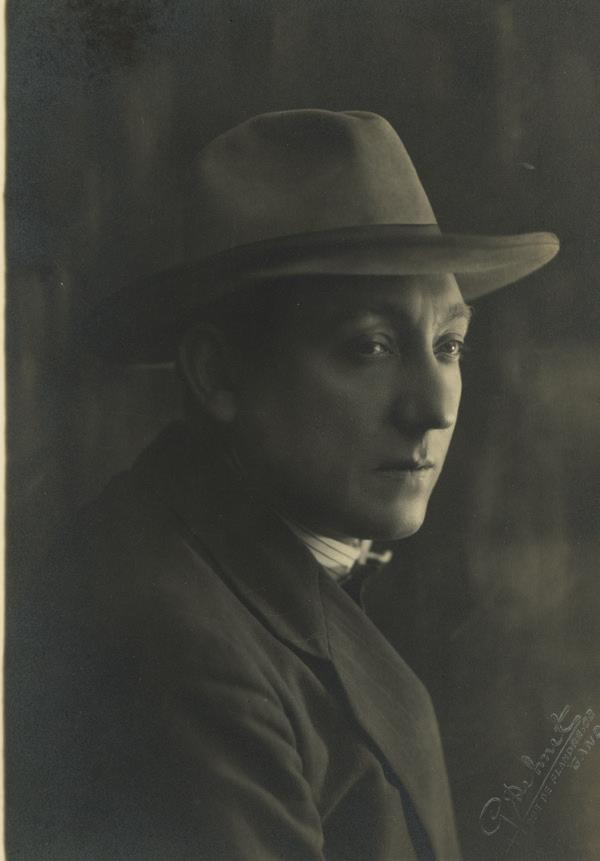
Jean Ray (1920)

Raymundus Joannes de Kremer, auch Raymond Jean de Kremer, Pseudonym Jean Ray und John Flanders (* 8. Juli 1887 in Gent; † 17. September 1964 ebenda) war ein belgischer Schriftsteller, der seine Werke in französischer und niederländischer Sprache veröffentlichte.

## Leben
De Kremer arbeitete zunächst als Angestellter in der Stadtverwaltung von Gent und wurde anschließend Journalist. Er war als Chefredakteur und Mitarbeiter von Cinemablad, Journal de Gand, La revue belge und De Dag tätig. De Kremer veröffentlichte seine Werke anonym unter Pseudonymen, bekannt wurden seine Werke vor allem unter den Namen Jean Ray und John Flanders, er benutzte unter anderem noch die Namen R. M. Temple, Lucy Lilian Gray, Linda J. Richter, King Ray, Philip Clayson Junior, Alix R. Bantam, Sailor John und weitere.
Die meisten seiner Werke lassen sich der Phantastischen Literatur (Fantasy- und Horrorliteratur) zuordnen, er schrieb auch zahlreiche Kinder- und Jugendbücher. Seine Werke fanden besonders im französischen Sprachraum großen Anklang.
Einer seiner bekanntesten Romane ist Malpertuis, welcher 1974 auch in deutscher Sprache erstmals erschien. Er wurde 1971 unter Regie von Harry Kümel verfilmt, unter anderem mit Mathieu Carrière, Michel Bouquet und Orson Welles als Darsteller, und lief in Deutschland 1974 mit Erfolg an.

## Werke (Auswahl)
- Les Contes du Whisky. 1925
- Le grand nocturne. 1942
- Les Cercles de l’épouvante. 1943
- Malpertuis. 1943
  - Deutsch: Malpertuis. Deutsch von Rein A. Zondergeld. Nachwort von Jörg Krichbaum. Insel Verlag, (Bibliothek des Hauses Usher Bd. 23) Frankfurt am Main 1974, ISBN 3-458-05822-2.  Neuausgabe: Suhrkamp Verlag (Phantastische Bibliothek Bd. 165), Frankfurt am Main 1986, ISBN 3-518-37723-X. Neuausgabe: Übersetzung und Nachwort von Rein A. Zondergeld. Festa Vlg., Leipzig 2004, ISBN 3-935822-97-9
- La Cité de l’indicible peur. 1943
- Les derniers contes de Canterbury. 1944
- Le Livre des fantômes. 1947
- La Gerbe noire. 1947
- Le Secret des Sargasses (auch La Brume verte), 1948
  - Deutsch: Das Tor im Meer. Übersetzt von Rudolf Mühlstrasser. Bastei Lübbe, Bergisch Gladbach 1981, ISBN 3-404-72003-2
- Saint-Judas-de-la-nuit. 1960

Deutsche Kurzgeschichten-Zusammenstellungen:
- Die Gasse der Finsternis. Übersetzt von Willy Thaler. Insel Verlag (Bibliothek des Hauses Usher Bd. 22), Frankfurt am Main, 1972. Neuausgabe: Suhrkamp Verlag (Phantastische Bibliothek  Bd. 132), Frankfurt am Main 1984 ISBN 3-518-37534-2
- Das Storchenhaus. Übersetzt von Hilde Linnert und Willy Thaler. Suhrkamp Verlag (Phantastische Bibliothek  Bd. 182), Frankfurt am Main 1986, ISBN 3-518-37799-X
- Eine böse kleine Nachtmusik. Fantasy Productions (Bibliothek fliegender Holländer), Düsseldorf 1988, ISBN 3-89064-505-4

## Verfilmungen
- 1964: Angst in der Stadt (La grande frousse)
- 1971: Malpertuis